# Ignatius D’Cunha
Ignatius D’Cunha (* 1. Februar 1924 in Vasai, Bombay [heute Maharashtra]; † 11. Oktober 2007 ebenda) war Bischof von Aurangabad in Indien.

## Leben
Ignatius D’Cunha empfing die Priesterweihe am 7. März 1955. 1989 wurde er von Papst Johannes Paul II. zum zweiten Bischof des 1977 gegründeten Bistums Aurangabad ernannt. Die Bischofsweihe spendete ihm Simon Ignatius Kardinal Pimenta. 1998 wurde seinem Rücktrittsgesuch von Johannes Paul II. stattgegeben.